# Lauragais

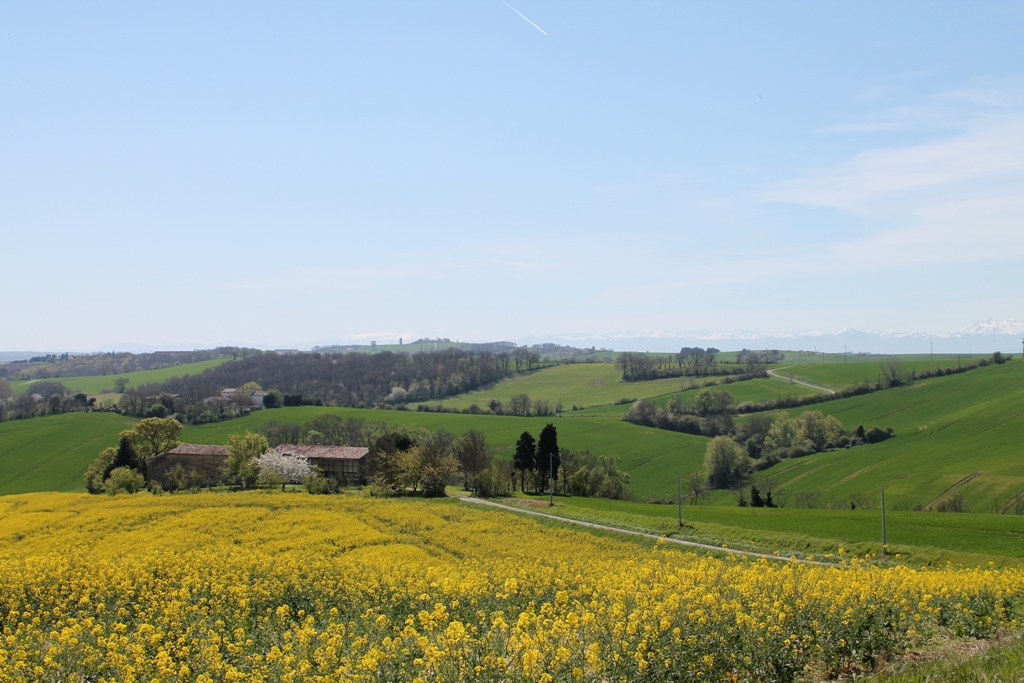
Paesaggio del Lauragais

Il Lauragais (Lauragués in occitano) è una regione storica e culturale della Francia sud-occidentale.
Occupa una vasta area intorno a un asse centrale, il Canal du Midi, tra Tolosa a nord-ovest e Carcassonne a sud-est, e tra Castres a nord-est e Pamiers a sud-ovest. Conosciuto nelle fonti sin dall'XI secolo successivamente come arcidiaconato, diocesi, contea e siniscalcato, il Lauragais è stato diviso durante la Rivoluzione francese tra quattro dipartimenti: Alta Garonna, Aude, Ariège e Tarn.
Culturalmente, il Lauragais, zona rurale, è associato alla ricchezza della sua produzione agricola. Così, è oggi conosciuto dai suoi soprannomi di "Paese di Cuccagna", legato sia alla cultura del guado che all'abbondanza delle sue produzioni, e "granaio della Linguadoca", che si riferisce alla specializzazione e l'esportazione di grano a partire dal Seicento (grazie al Canal du Midi). Ma questa zona è anche conosciuta per la sua storia, in particolare la religiosa (catarismo, protestantesimo) e per il suo ricco patrimonio architettonico: Canal du Midi e le sue fonti, abbazie e chiese romaniche e gotiche, castelli, stele discoidale, colombaie, mulini, bastides (o città nuove), etc. Il félibre Auguste Fourès e il pittore Paul Sibra hanno immortalato il Lauragais nelle loro opere rispettive.
Oggi, il Lauragais "storico" non deve esser confuso con il Pays Lauragais, organo amministrativo contemporaneo che copre in parte l'antico territorio omonimo, e che è dedicato al suo sviluppo.